# Chocolate (песма групе Snow Patrol)
"Chocolate" је трећи сингл са трећег албума бенда Сноу патрол, Final Straw.
Верзија на синглу се незнатно разликује од оне на албуму. Најприметнија разлика је соло звона између првог рефрена и друге строфе на синглу, уместо наставка рифа гитаре. Упркос живахности песме, текст указује на очај и самоогледање. У споту су приказане сцене панике док се приближава оно што личи на "крај света".
Измењена верзија ове песме налази се на трејлеру за филм The Last Kiss, са Заком Брафом у главној улози. Такође се појављује у епизоди серије Torchwood, Cyberwoman.

## Списак песама
- CD

- 7"